# مقوم
المُقوِّم هو جهاز كهربائي يحوّل التيار المتردد (AC) الذي يعكس اتجاهه بشكل دوري إلى التيار المستمر (DC) الذي يتدفق في اتجاه واحد فقط.
تُعرف العملية باسم التقويم، لأنها «تقوّم» اتجاه التيار. من الناحية الفيزيائية، تأخذ المقومات عدة أشكال، بما فيها ثنائيات الصمامات المفرغة، والخلايا الكيميائية الرطبة، ومقوّمات القوس الزئبقي، وحزم النحاس والمقومات السيلينيومية، والثنائيات شبه الموصلة، والمقومات السليكونية المحكومة، وغيرها من مفاتيح أشباه الموصلات المعتمدة على السيليكون. تاريخيًا، استُخدمت المحركات والمفاتيح الكهروميكانيكية المتزامنة. استخدمت المستقبلات اللاسلكية الأولى، التي تسمى اجهزة الراديو البلوري، «كاشف شعيرة القط» المكوّن من الأسلاك الدقيقة التي تضغط على بلورة من الغالينا (كبريتيد الرصاص) لتعمل كمقوم للتلامس أو «مكشاف بلوري».
للمقومات العديد من الاستخدامات، ولكن غالبًا ما تكون مكونًا في مزودات التيار المستمر وأنظمة نقل تيار الجهد العالي المستمر. قد يُستخدم التقويم لأغراض أخرى غير توليد التيار المستمر لاستخدامه كمصدر للطاقة. كما ذُكر سابقًا، تعمل أجهزة الكشف [الإنجليزية] أجهزة الكشف عن الإشارات اللاسلكية كمقومات. في أنظمة تسخين الغاز، يُستخدم تقويم اللهب [الإنجليزية] للكشف عن وجود لهب.
اعتمادًا على نوع مزود التيار المتناوب وترتيب دارة المقوم، قد يتطلب الجهد الكهربائي الخارج تنعيمًا إضافيًا لتوليد جهد ثابت موحد. تتطلب العديد من تطبيقات المقومات، مثل مزودات الطاقة لأجهزة الراديو والتلفاز والحاسوب، جهدًا ثابتًا ودائمًا من التيار المستمر (كما التيار الذي تولده البطارية). في هذه التطبيقات، يتم تنعيم ناتج المقوم باستخدام مرشح إلكتروني، والذي قد يكون مكثفًا أو خانقًا [الإنجليزية] أو مجموعة من المكثفات والخانقات والمقاومات، وربما يليها منظم الجهد لتوليد جهد مستمر ثابت.

## أنواع المقومات
يمكن تصنيف المقومات وفقا لـ:
التكنولوجيا المستخدمة - قديما كانت تستخدم الصمامات المفرغة لتقويم التيار الكهربي، كما ظهر نوع اخر من المقومات مثل وصلة اكسيد النحاس. لكن ومع ظهور اشباه الموصلات أصبحت هي المستخدمة حاليا وأشهرها نوعان: ثنائيات السيلكون وثنائيات الجرمانيوم. تتميز (المقومات المستخدم فيها شبه الموصل) برخص ثمنها وصغر حجمها وقلة استهلاكها للطاقة وكذلك كفاءتها.
 الجهد أو الفولتية المراد توحيدها فهناك مقومات الجهد المنخفض والعالي.
عملية التقويم - موحد نصف الموجة وموحد الموجة الكاملة.

## تقويم نصف الموجة
وفيه تتم عملية تقويم نصف دورة الموجة الموجبة أو السالبة (اعتمادا على وضعية الثنائي في الدائرة). يستخدم ثنائي واحد في دوائر احادي الطور أو ثلاثة في الدوائر ثلاثية الطور. كما في الشكل التالي يلاحظ أن ثنائي المساري يمرر نصف الموجة بينما يرفض النصف الآخر.

## تقويم الموجة الكاملة
هناك طريقتان لتحصيل هذه المهمة: طريقة القنطرة بأربعة ثنائيات، وطريقة ثنائيين مع محول. القنطرة مكونة من أربعة من الصمام الثنائي يتم تقويم الموجة بنصفيها الموجب والسالب لتنتج تيارا مستمرا.
عند استخدام أربعة ثنائيات (موحد الجسر أو القنطرة) يقوم ثنائيان بتمرير نصف الموجة الأولى إلى طرفي حمل بينما يتولى الثنائيان الآخران مهمة رفض التوجيه الخطأ (انعكاس) وفي النصف الآخر تنعكس العملية.
في الدوائر أحادية الطور يمكن إعادة العملية السابقة باستخدام ثنائيين ومحول كهربائي ذي ثلاثة أطراف كما في الشكل. لاحظ أن جهد الخرج هو نصف جهد الملف الثانوي في المحول وذلك لأن الملف الثانوي قد قسم إلى ملفين متساويين في قيمة الجهد ومتعاكسين في الاتجاه.
يبين الشكل التالي عملية توحيد الدوائر ثلاثية الطور.

موحد ثلاثي الطور.

## المقوم العملي
بسبب جهد الانحياز الحرج الذي تمتلكه الثنائيات لكي تعمل فأن الموجة الناتجة عن عملية التوحيد تكون دائما أقل من الموجة المثالية بمقدار جهد الانحياز (حولي 0.3 فولت في الجرمانيوم و0.7 فولت في السيلكون) كمايظهر دائما قطع للجهود الاقل من جهد الانحياز.

## تنعيم خرج المقوم
يمكن تحويل الموجات المقومة إلى تيار مستمر ثابت القيمة مثل تيار البطارية بإضافة مكثف كهربائي ومقاومة كهربائية. ستظل هناك دائما بعض القمم الصغيرة (اشبه بسن المنشار) والتي تتناسب قيمتها مع تيار الحمل.

## تثبيث خرج المقوم
وهي آخر مرحلة حيث تتم بإضافة صمام ثنائي زينر لتثبيت الجهد على القيمة المطلوبة، غير أن تيار الخرج المحصل يكون منخفض إلى متوسط. وعندما يتطلب الأمر تيار خرج مرتفع نسبيا يفضل استعمال بدل ثنائي زينز المنظم وهو دائرة متكاملة ذات ثلاث أطراف مصممة خصيصا لتثبيث الجهد الكهربي على قيمة معروفة تختلف من قطعة لأخرى.

## مقومات مضاعف الجهد
يمكن الاستفادة من مقوم نصف الموجة بإضافة مجموعة من الثنائيات والمكثفات مرتبطة بشكل معين في الدائرة كما في الشكل لتعمل كجهاز مضاعف أو رافع لفولتية التيار المستمر.

## التطبيقات
الغرض الرئيسي هو جعل تغذية أحمال التيار المستمر من دوائر التيار المتردد ممكنة وبشكل خاص الأجهزة الإلكترونية. يوجد تطبيق اخر للمقومات في تحسس الاشارات الراديوية التي تستخدم عملية التضمين.